# 세교중학교
세교중학교(細橋中學校)는 대한민국 경기도 평택시 세교동에 있는 공립 중학교이다.

## 학교 연혁
- 2001년 3월 1일 : 초대 오원영 교장 취임
- 2001년 3월 1일 : 개교
- 2001년 3월 2일 : 제1회 입학식(12학급 남 135명, 여 333명 계 468명)
- 2001년 5월 6일 : 개교기념식
- 2002년 12월 25일 : 보통교실 7실 증축 준공
- 2003년 3월 2일 : 스키부(크로스컨트리) 창단
- 2004년 2월 13일 : 제1회 졸업 (졸업생 452명)
- 2021년 9월 1일 : 제8대 오상환 교장 취임
- 2023년 12월 27일 : 제21회 졸업식(졸업생 307명, 누계 7,869명)

## 참고 자료
- 세교중학교 - 한국교육학술정보원 학교알리미